# Kendall West, Florida
Kendall West är en ort (CDP) i Miami-Dade County, i delstaten Florida, USA. Enligt United States Census Bureau har orten en folkmängd på 36 154 invånare (2010) och en landarea på 7,1 km².